# Galeruca parallelipennis
Galeruca parallelipennis là một loài bọ cánh cứng trong họ Chrysomelidae. Loài này được Beenen miêu tả khoa học năm 2002.